# Očevi i djeca
Očevi i djeca (rus.: Отцы и дети, Otci i deti) je roman ruskog književnika Ivana Sergejeviča Turgenjeva, objavljen 1862. Glavna tema djela je nihilizam u Ruskom Carstvu, prezentiran likom Jevgenija Vasiljiča Bazarova, mladog znanstvenika kritičnog spram tradicionalnih vrijednosti.
Roman je jedno od prvih ruskih djela koje je steklo veću popularnost na Zapadu, a filozofskim i psihološkim pitanjima utjecalo je na ruske pisce, među ostalima i Dostojevskog.  U svojem romanu Bjesovi, gdje se također bavi nihilistima, Dostojevski se nakratko osvrće i na Bazarova te kritizira njegovu čudnu taštinu, a likom pisca Karmazinova izruguje se i samom Turgenjevu s kojim je dugo bio u svađi zbog njegovih prozapadnih stavova.

## Povijesni okvir
Radnja romana smještena je u 1859. godinu, u razdoblje kada su Rusiju potresali veliki seljački nemiri (kmetstvo je pravno ukinuto tek 1861.).  Na političkoj sceni sukobljavali su se zapadnjaci (za društvene promjene po zapadnom modelu) i slavenofili (za očuvanje ruske tradicije).  Istovremeno su se među pripadnicima mlade inteligencije sve više širile ideje o radikalnim društvenim promjenama i potpunom odbacivanju društvenih normi, čime su se udaljavali od starijih liberala.

## Radnja
U proljeće 1859., nakon stjecanja diplome, mladi Arkadij Nikolajič Kirsanov se vraća kući u društvu prijatelja i mentora, Bazarova.  Kod kuće ga dočekuje otac Nikolaj, zemljoposjednik koji se nakon ženine prerane smrti posvetio vođenju gospodarstva po liberalnim načelima, a u vezi je s mladom sluškinjom Fenječkom, s kojom ima izvanbračno dijete.  Njegov brat, Arkadijev stric, Pavel, nakon razočarenja u ljubavi i odustajanja od vojničke karijere, besciljno provodi život, povremeno pomažući Nikolaju.  Bazarov je Akradijev životni uzor; mladi znanstvenik i nihilist, koji vrijeme provodi čitajući prirodoznanstvene knjige i radeći pokuse.  Svojim idejama i ponašanjem Bazarov se zamjera konzervativnom Pavelu.  
Na jednom putovanju, Arkadij i Bazarov upoznaju mladu udovicu Anu Sergejevnu Odincovu, koju posjećuju na njezinu imanju.  Za vrijeme boravka tamo, prijatelji se postupno udaljavaju jedan od drugoga jer su obojica zaljubljeni u Anu.  Ona pokazuje određeni interes za Bazarova, dok nezadovoljni Arkadij provodi vrijeme s njenom mlađom sestrom Katjom.  Krivo shvativši Anu, a potresen poljuljanošću svojeg svjetonazora nerazumnim osjećajima, Bazarov joj izjavljuje ljubav no nailazi na hladno odbijanje.  Sutradan, u društvu Arkadija napušta Odincovu i odlazi roditeljima.  
Vasilije Ivanovič Bazarov je umirovljeni vojni liječnik, koji stare dane provodi radeći na svojemu skromnom imanju.  Njegova žena, Arina Vlasjevna je neobrazovana, dobrodušna i vrlo pobožna plemkinja.  Sin jedinac im oboma mnogo znači u životu i s oduševljenjem ga dočekuju nakon tri godine izbivanja.   On se, međutim, dosađuje i već nakon tri dana boravka odlazi s Arkadijem.  
Unatoč osjetno poljuljanom prijateljstvu, Bazarov i dalje boravi kod Arkadija gdje nastavlja sa svojim znanstvenim radom.  Arkadij uskoro sam odlazi kod Ane Sergejevne i vrlo se zbližava s njezinom sestrom, Katjom.  Bazarovu se sviđa Fenječka, što uviđa Pavel i tajno ga izaziva na dvoboj.  Bazarov ga ranjava u nogu, nakon čega mu pruža liječničku pomoć čime donekle popravlja dojam o sebi, ali odlučuje odmah napustiti imanje.  Pavel ne govori o pravim razlozima dvoboja, a nakon što se uvjeri da Fenječka voli samo Nikolaja, nagovara brata da se njome oženi.  
Bazarov posjećuje Odincovu i Arkadija.  Arkadij više ne slijedi svojeg nihilističkog učitelja i planira se oženiti Katjom.  Bazarov se prema njemu odnosi pomalo podrugljivo; smatra ga mekušcem, ali ga na određeni način razumije, tako da se ipak ne rastaju u neprijateljstvu.  
Bazarov se opet vraća roditeljima.  Ispočetka puno radi, ali ga polako hvataju dosada, nemir i potištenost.  Budući da se otac i dalje bavi liječničkom praksom, odlučuje mu pomagati u poslu.  Secirajući tijelo seljaka umrlog od tifusa, Bazarov se neoprezno i sam zarazi.  Mirno i sabrano očekuje vlastitu smrt.  Po njegovoj želji, prije smrti ga posjećuje Odincova; njoj upućuje svoje posljednje riječi, nakon čega gubi svijest i umire.  
Arkadije se uskoro ženi Katjom, a Nikolaj Fenječkom.  Ana Sergejevna se također udala, ali iz praktičnih razloga.  Pavel je preselio u Dresden, gdje se posvetio društvenom životu.  Jevgenijevi roditelji i dalje posjećuju zabačeno seosko groblje i tuguju nad sinovim grobom.  Turgenjev ističe ljubav kao način pobjede životnih nedaća, pa i same smrti. 

## Citati
- "Ja sam spreman složiti se s vama kad mi navedete barem jednu ustanovu u našem suvremenom životu, obiteljskom ili društvenom, koja može podnijeti posvemašnju i nepoštednu kritiku."  (Bazarov)
- "A ja mislim: evo, ležim pod ovim plastom… Usko mjestašce koje zauzimam toliko da je sićušno u poredbi s ostalim prostranstvom gdje me nema i gdje nikoga nije briga za mene; i dio vremena koji ću uspjeti da proživim tako je ništavan prema vječnosti gdje me nije bilo niti će me biti…  A u ovom atomu, u ovoj matematičkoj točki kola krv, radi mozak, i on nešto želi…  Kakva drskost!  Kakve gluposti!" (Bazarov)
- "Evo vidiš što ja radim: u kovčegu je ostalo još mjesta pa ga popunjavam sijenom; tako ti je i u životnom kovčegu, moraš ga nečim nabiti samo da ne bude prazan." (Bazarov)
- "Vi plemići ne možete dalje od plemenite smjernosti ili plemenite žestine, a to su sve trice i kučine.  Vi se, na primjer, ne tučete – a ipak uobražavate sebi da ste nekakvi junaci – a mi se hoćemo tući."  (Bazarov)